# 哈維斯堡 (印地安納州)
哈維斯堡（英語：Harveysburg）是位於美國印地安納州方廷縣的一個非建制地區。該地的面積和人口皆未知。